# Entrada folklórica de Sopocachi
La Entrada folklórica de Sopocachi, también conocida como Entrada folklórica del 8 de diciembre o Entrada folklórica de la Inmaculada Concepción del Montículo, es una fiesta que se celebra cada 8 diciembre en el barrio de Sopocachi, en la ciudad de La Paz, Bolivia.
La entrada folklórica se realiza en el distrito de Cotahuma . Comienza en la avenida Landaeta, recorre toda la avenida Jaimes Freyre, entra por las calles Vincenti y Méndes Arcos y termina en la iglesia de El Montículo, la cual está dedicada a la Virgen de la Inmaculada Concepción, patrona del barrio de Sopocachi. El año 2005 participaron 16 grupos folklóricas. Casi 20 años después, en 2023 participaron 23 conjuntos folklóricos y la entrada comenzó a las 14:00 para terminar a las 22:00.Los bailarines pertenecen a la Asociación Autónoma de Conjuntos Folklóricos de Sopocachi.